# فرشته‌ماهی دم‌طلایی
فرشته‌ماهی دم‌طلایی (نام علمی: Pomacanthus chrysurus) نام یک گونه از سرده فرشته‌ماهی‌های اصلی است.